# كأس إسكتلندا 1994–95
كأس اسكتلندا 1994–95 (بالإنجليزية: 1994–95 Scottish Cup)‏ هو الموسم 110 من كأس اسكتلندا. أقيم خلال الفترة 17 ديسمبر 1994 وحتى 27 مايو 1995، وأشرف على تنظيمه اتحاد اسكتلندا لكرة القدم، وكان عدد الأندية المشاركة فيه 50، وفاز فيه نادي سلتيك.